# ヴィトゥス・ベーリング
ヴィトゥス・ヨナセン・ベーリング（ロシア語: Витус Ионассен Беринг, デンマーク語: Vitus Jonassen Bering, 1681年8月 - 1741年12月19日（ユリウス暦12月8日））は、デンマーク生まれのロシア帝国の航海士、探検家。
1725年から1730年まで、また1733年から1741年まで、2回のカムチャツカ探検を率いて、ユーラシア大陸とアメリカ大陸が陸続きではないことを確認した。また、アラスカに到達し、アリューシャン列島（アレウト諸島）の一部を発見した。
ベーリングの名にちなんだものに、ベーリング海、ベーリング海峡、ベーリング島、ベーリング地峡などがある。

## 生涯
1681年、デンマークのホーセンスに生まれる。1703年にアムステルダムの学校を卒業し、東インドへの旅の後、同年、ロシア海軍に入隊。大北方戦争ではバルチック艦隊（バルト艦隊）の一員として戦った。1710年から1712年にかけて大尉としてアゾフ艦隊に所属し、オスマン帝国と戦う。1712年より再びバルト艦隊に所属。ロシア人女性と結婚した後、1715年に一度故郷に戻るが、以後、再び故郷を訪れることはなかった。

### 最初の探検
1725年1月、ピョートル大帝の命令により、カムチャツカ、オホーツクへの探険隊を率いてサンクトペテルブルクを出発。陸路でシベリアを横断した後、1727年1月にオホーツクに到着する。そこで冬を越した後、カムチャツカ半島に渡り、1728年夏までに聖ガヴリール号を建造。
1728年夏、カムチャツカ半島東岸から北に向けて出発し、その途上で、カラギン湾、カラギン島、クレスタ湾、アナディル湾、聖ラヴレンチイ島（セントローレンス島）などを発見する。船はそのまま北上し、ユーラシア大陸とアメリカ大陸とのあいだの海峡（ベーリング海峡）を通過してチュクチ海に入った。さらに西方に進みコルイマ河口まで行かなければアジアとアメリカが陸続きではないことを確認できないと主張したチリコフの意見をしりぞけベーリングは引き返すことに決定した。
1729年、一行はカムチャツカ半島の南部を回り、カムチャツカ湾、アヴァチャ湾を発見。それから、オホーツクを経由して、1730年夏、ベーリングは重い病気に冒されながらもペテルブルクに帰還した。

### 2度目の探検
1733年、ベーリングはアレクセイ・チリコフとともに、アメリカ大陸北部沿岸の調査のために2度目の探検に出発。千島列島の地図の作成と日本への海路の探索の任務を受けたマルティン・シュパンベルクも一緒であった。
1734年、トボリスクからヤクーツクへ出発。探検の準備のため、ヤクーツクに3年間留まった。1740年秋、オホーツクより、2隻の船、聖ピョートル号（聖ペトロ号）と聖パーヴェル号（聖パウロ号）に乗ってカムチャツカ半島東岸に向かう。探検隊はアヴァチャ湾の奥にキャンプを設営し、冬を越した。この場所が現在のペトロパヴロフスク・カムチャツキーである。
1741年6月4日、ベーリングの率いる聖ピョートル号と、チリコフの率いる聖パーヴェル号がアメリカ大陸を目指してカムチャツカを出発。1741年6月20日、深い霧と嵐のために2隻の船はお互いを見失った。7月17日、聖ピョートル号はアラスカ南岸に到達。一方、聖パーヴェル号は今日のアラスカ州最南部、アレキサンダー諸島にたどり着いていた。
聖ピョートル号はさらに南西に向かい、アリューシャン列島の一部の島々を発見。1741年8月末、アリューシャン列島の一部を成す、現在のシュマージン諸島の島の一つに上陸。そこで一週間を過ごし、土地の住民のアレウト人とはじめて遭遇する。また、壊血病で命を落とした船員シュマギンを島に葬る。船員の名にちなんで、ベーリングはその島をシュマギン島（シュマージン島）と名づけた。
1741年9月6日、船はアリューシャン列島を離れて西に向かうが、嵐に遭い、漂流の末、11月にコマンドル諸島の無人島にたどり着く。そこで越冬するが、その間に多くの船員が壊血病で次々と亡くなり、続いてベーリング自身も1741年12月6日に息を引き取った。このときの様子は、探検に加わっていたドイツ人の医師であり博物学者のゲオルク・ヴィルヘルム・シュテラーが記録に残している。後に、この島はベーリング島と名づけられた。
生き残った船員たちは、大破した聖ピョートル号の残骸で小型の船をつくって脱出し、1742年8月26日にペトロパヴロフスク・カムチャツキーにたどり着いた。結局、聖ピョートル号に乗り組んだ77人の探検隊員のうち、ペテルブルクに生還したのは45人であった。
1991年8月、ロシア・デンマーク合同調査団によってベーリングと5人の船員の墓が発見された。遺体はモスクワに移されて検査され、その結果、死因が壊血病ではなかった可能性がしめされている。また遺骨から推定されるところでは、体つきは頑健で背が高く、顔の輪郭は角張っており、広く流布しているベーリングの肖像画に見られる丸顔とは大きく異なっている。それらの肖像画はベーリングの叔父で作家のヴィトゥス・ペデーセン・ベーリング (Vitus Pedersen Bering) をモデルとしている可能性が考えられている。
その後、翌1992年9月に彼らの遺骨はベーリング島に再埋葬された。